# Provincia fitogeográfica patagónica

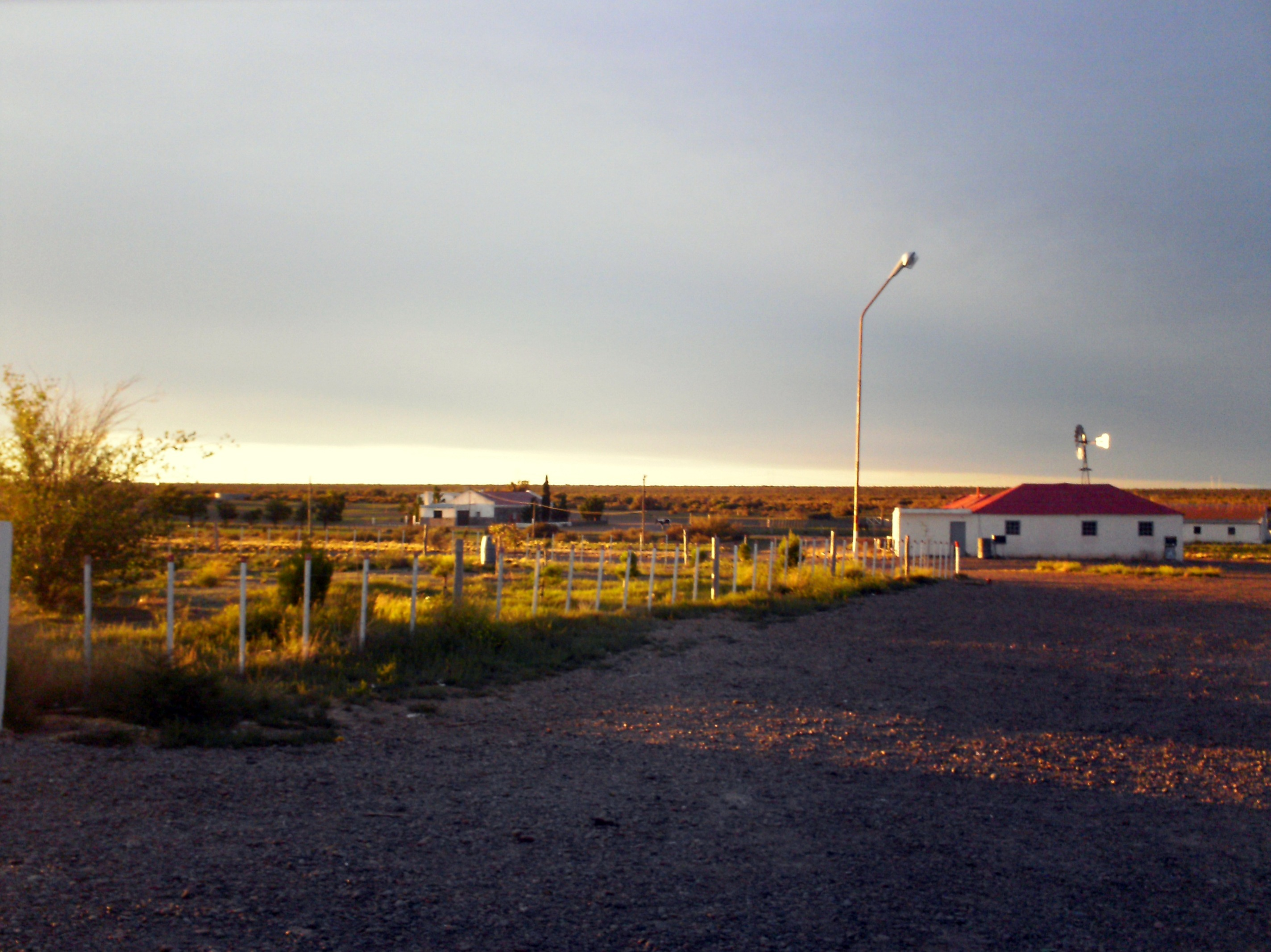
Paraje de Uzcudun, en el este de Chubut. Aquí se produce el cambio florístico entre el distrito fitogeográfico del monte de llanuras y mesetas de la provincia fitogeográfica del monte y el distrito fitogeográfico patagónico central de la provincia fitogeográfica patagónica.

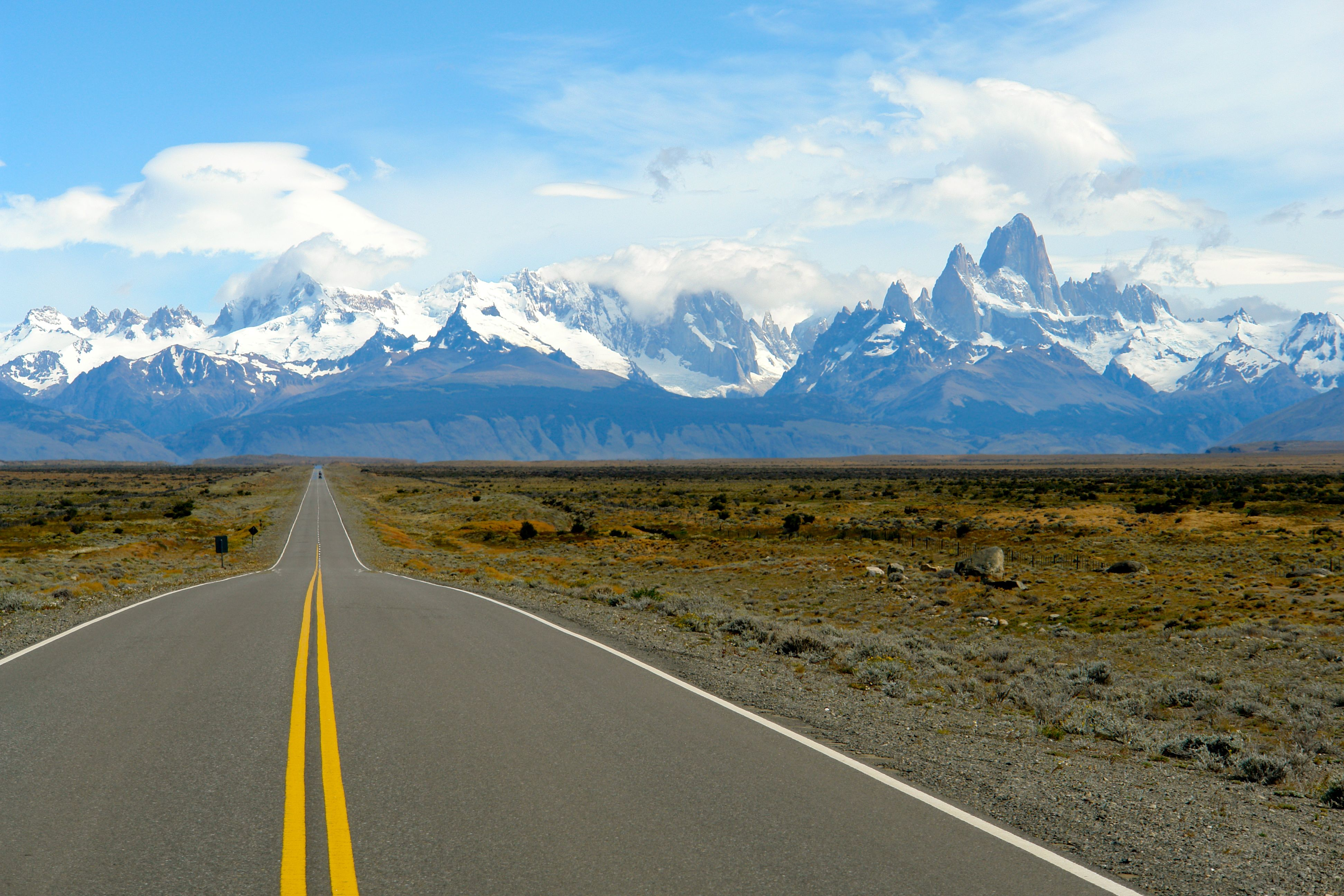
Cerca de El Chaltén, provincia fitogeográfica patagónica

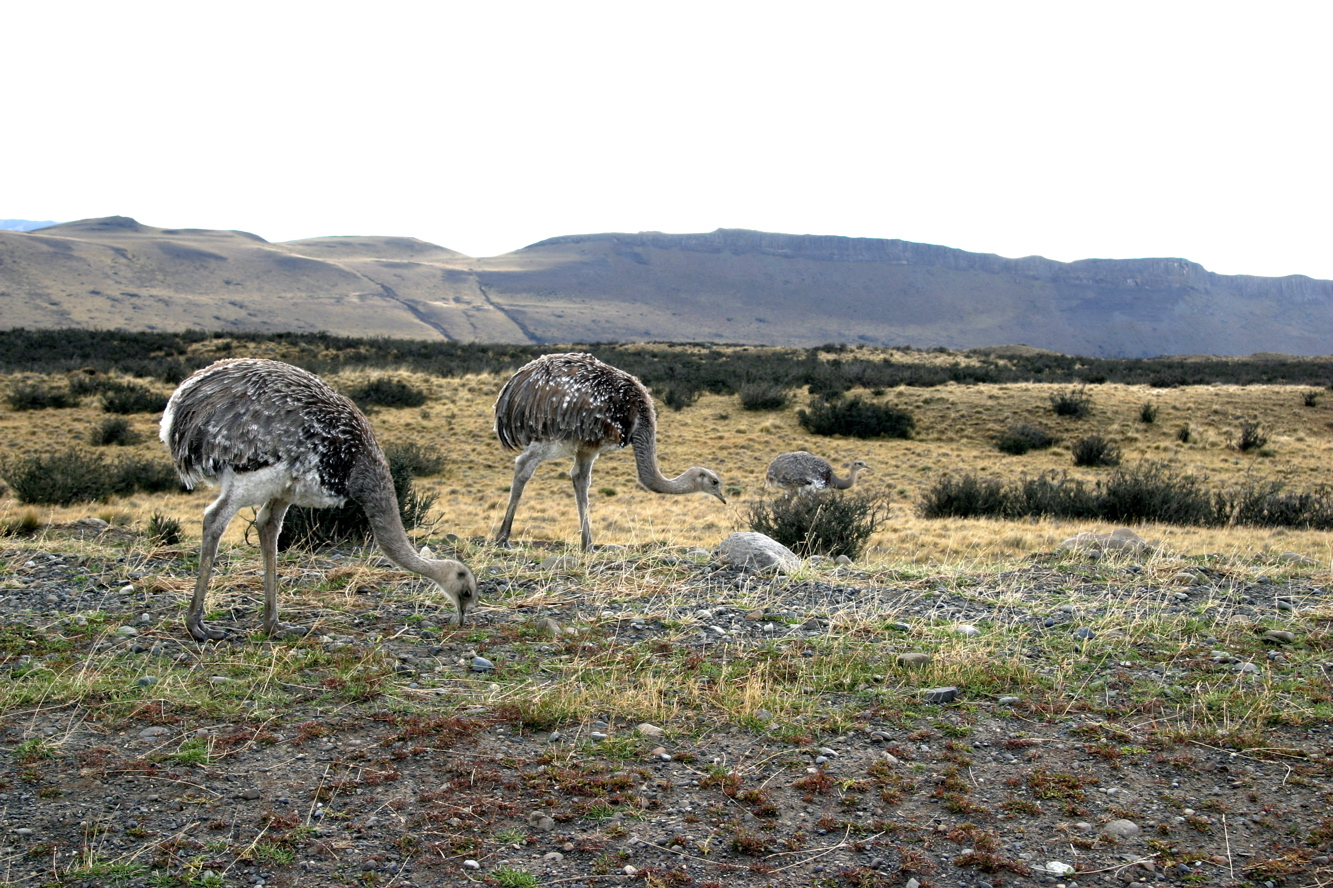
Provincia fitogeográfica patagónica en el sur de Chile

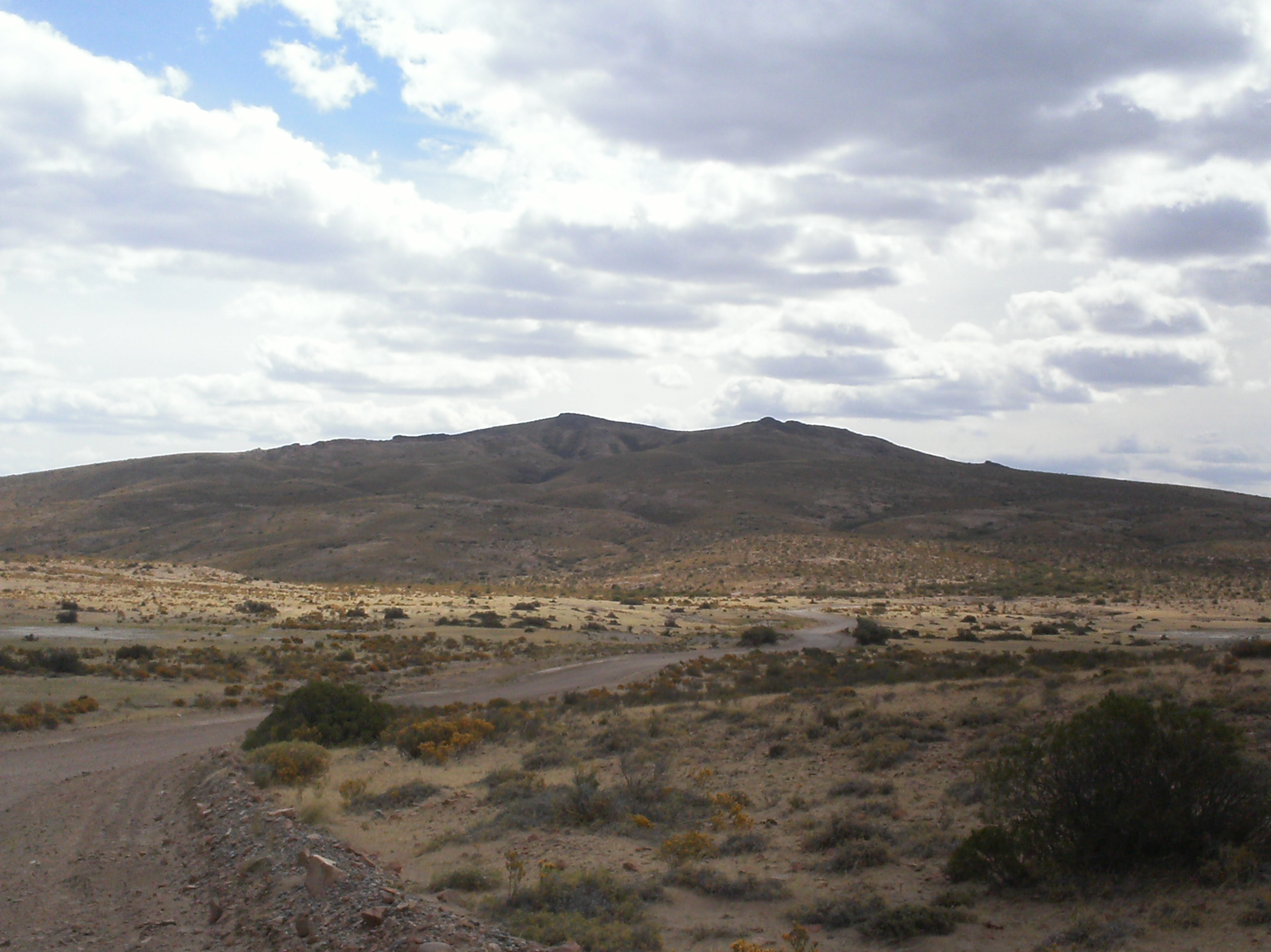
Camarones, Chubut, provincia fitogeográfica patagónica

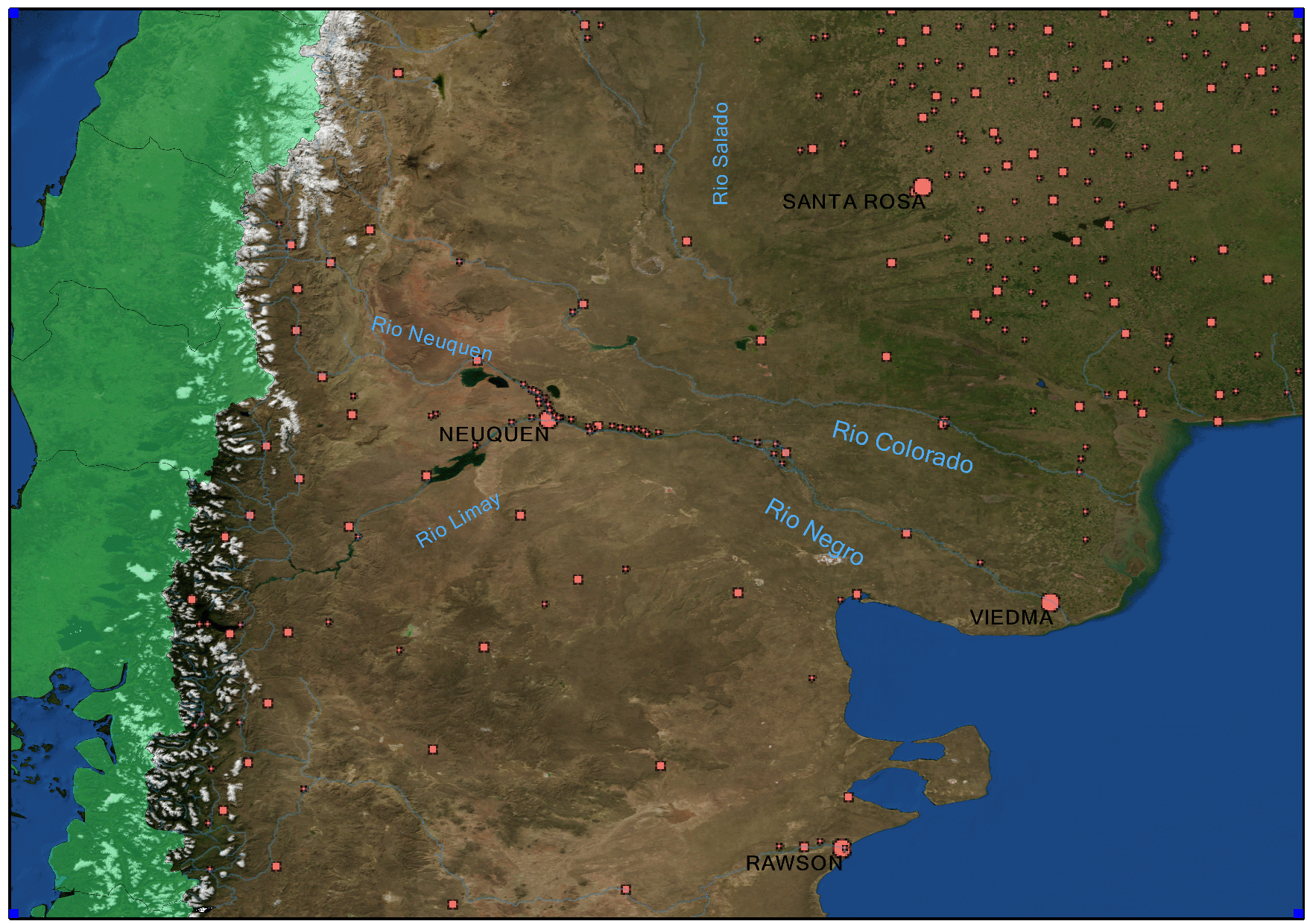
Sector norteño de la provincia fitogeográfica patagónica

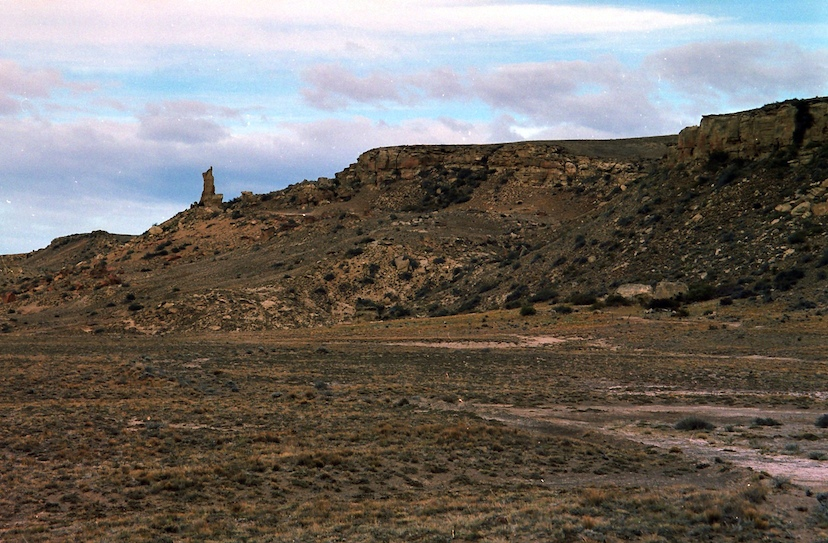
Cerca de La Leona, Santa Cruz, Argentina; provincia fitogeográfica patagónica

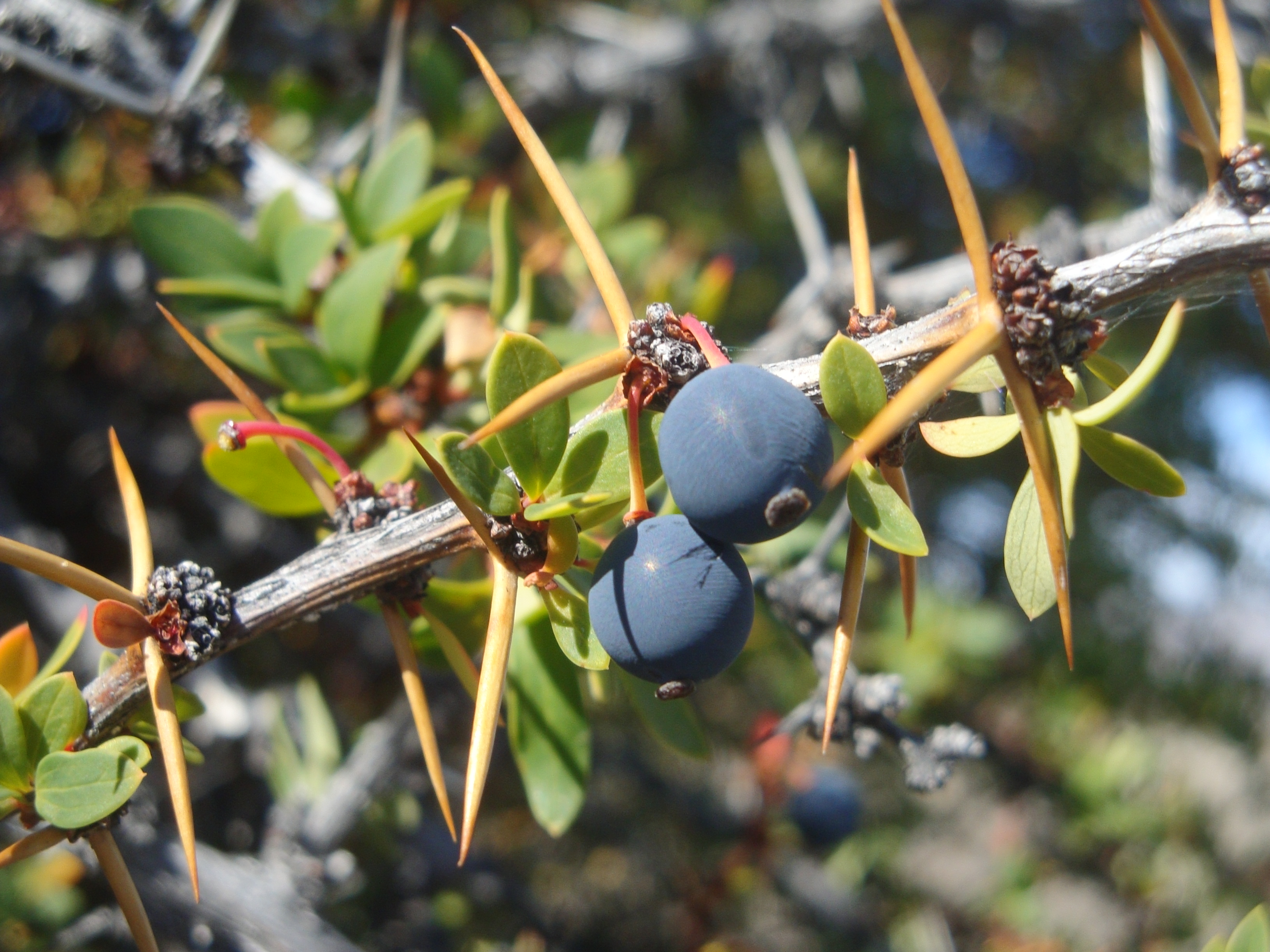
El calafate (Berberis microphylla), es un arbusto característico de esta formación

La provincia fitogeográfica patagónica es una de las secciones en que se divide el dominio fitogeográfico andino-patagónico. Se sitúa en la región patagónica siempre al oriente del encadenamiento andino, en el sur de la Argentina y Chile. En su mayor parte incluye arbustales abiertos, estepas ralas, o densos coironales, gramíneas de hojas duras y punzantes.
Esta sección recibe también los nombres: formación patagónica, estepa patagónica, desierto patagónico, erial patagónico, semidesierto patagónico.

## Distribución
Según la clasificación de Ángel Lulio Cabrera, este distrito fitogeográfico comprende gran parte de la región patagónica siempre al oriente del encadenamiento andino, en la Argentina desde la Precordillera del oeste de la provincia de Neuquén, y Río Negro, más al sur se ensancha hacia el este abarcando la casi totalidad del Chubut y Santa Cruz, hasta el sector norte de la isla Grande de Tierra del Fuego.
En Chile cubre sectores limítrofes de su frontera este, aunque en la región magallánica sus estepas cubren todo el espacio territorial, desde los bosques del pie de la cordillera hasta casi el Atlántico.
Al oeste contacta con la provincia fitogeográfica subantártica, mientras que al noreste lo hace con la provincia fitogeográfica del Monte.
La altitud va desde el nivel del mar hasta los 1800 m s. n. m.

## Afinidades florísticas
Esta provincia fitogeográfica guarda estrecha relación con la provincia fitogeográfica de la Payunia, la cual durante mucho tiempo fue tratada sólo como un distrito de la patagónica. Asimismo se relaciona con la provincia fitogeográfica altoandina, y con la provincia fitogeográfica puneña, con las cuales comparte géneros y algunas especies. Las relaciones con el distrito austral de la provincia fitogeográfica del monte son más acotadas, aunque el distrito fitogeográfico del golfo San Jorge es el que más especies y géneros en común con ella presenta. Las influencias del dominio fitogeográfico chaqueño se ven en la presencia de los géneros Prosopis, Schinus, Lycium, etc. Hacia el oeste también destacan influencias de dominio fitogeográfico subantártico.

## Características
La vegetación se muestra como un mar de arbustos bajos, compactos, y dispersos con abundante suelo desnudo, el que muestra arcillas grises y canto rodados. Entre ellos, algunas gramíneas bajas y duras del tipo del coirón, las que cuentan con espinas, resinas y esencias que las tornan desagradables para los herbívoros. La vegetación toda presenta adaptaciones para soportar déficit hídricos prolongados junto con fuertes vientos. La principal actividad económica es la ganadería ovina. El uso poco racional de las comunidades vegetales del territorio patagónico produjo un severo proceso de desertificación y degradación.
Posee numerosos endemismos, entre ellos: Ameghinoa y Benthamiella. 
Vegetales de muy diversa posición taxonómica adoptan formas similares a un cojín, es decir: compactas y semicirculares.

## Suelos
Los suelos se presentan con texturas gruesas y pobres en cuanto a materia orgánica. Abundan las arenas y los cantos rodados basálticos. 

## Relieve
El relieve de esta extensa región se presenta como una sucesión de terrazas y mesetas aplanadas o algo onduladas, con sierras y montañas de escasa altitud y frecuentemente de contextura basáltica, vestigios de la actividad volcánica de tiempos pasados.

## Clima
El clima va de templado a frío, siendo muy seco. Las nevadas invernales pueden ser severas; casi no hay ningún período libre de heladas. La temperatura disminuye con el aumento de la latitud, mientras que las lluvias, y en especial su rendimiento, aumentan hacia el sur y el oeste. Soplan durante todo el año fuertes vientos del cuadrante oeste.
El clima más característico es el desértico patagónico. En la región magallánica, así como en las costas atlánticas, y junto al borde oriental de la cordillera andina se presenta el clima patagónico semiárido. En la zona de la boca oriental del estrecho de Magallanes y el norte de la isla Grande de Tierra del Fuego se encuentra el clima de pradera patagónica. En algunos sectores entre la cordillera andina y el cordón de los Patagónides se encuentra el clima mediterráneo frío. En lo alto de las mesetas se presenta el clima alpino.

## Especies principales
La comunidad climáxica de este distrito es la estepa arbustiva. También se presentan estepas herbáceas y de caméfitos. Junto a los pequeños arroyos se presentan vegas. En sectores muy medanosos se presenta una estepa sammófila, mientras que en los salobres domina una estepa halófila. Hacia el sur y el oeste, al ser mayores las precipitaciones, predominan las estepas graminosas, siendo escasos los arbustos. 

## Distritos fitogeográficos
A esta Provincia fitogeográfica es posible subdividirla en 5 Distritos fitogeográficos. Las especies características de cada uno de ellos son las siguientes:
- Distrito fitogeográfico patagónico occidental: Dominan: neneo (Mulinum spinosum), malaspina (Trevoa patagonica), Nassauvia axilaris, etc.

- Distrito fitogeográfico patagónico central: Dominan: quilembay (Chuquiraga avellanedae), colapiche (Nassauvia glomerulosa), mata negra (Junellia tridens), un arbusto de follaje oscuro de más de medio metro de alto, etc.

- Distrito fitogeográfico del golfo San Jorge: Dominan: malaspina (Trevoa patagonia), duraznillo (Colliguaya integerrima), etc.

- Distrito fitogeográfico patagónico subandino: En la zona de la Cordillera y a medida que se gana altura, la estepa arbustiva desaparece dando paso a extensos pastizales de coirón blanco (Festuca pallescens), etc.

- Distrito fitogeográfico patagónico fueguino: Dominan: coirón dulce (Festuca gracilina), etc.

El distrito fitogeográfico de la Payunia, el cual es dominado por: Chuquiraga rosulata, solupe (Ephedra ochreata), neneo (Mulinum spinosum), etc, se lo ha separado, formando con él una provincia fitogeográfica propia, la: provincia fitogeográfica de la Payunia.